# آدریان دوس سانتوس
آدریان دوس سانتوس (انگلیسی: Adriane dos Santos؛ زادهٔ ۲۰ ژوئیهٔ ۱۹۸۸) بازیکن فوتبال اهل برزیل است.
از باشگاه‌هایی که در آن بازی کرده‌است می‌توان به گلد پراید و باشگاه فوتبال زنان سانتوس اشاره کرد.
وی همچنین در تیم‌های ملی فوتبال زنان برزیل بازی کرده‌است.